# Бойцовая рыбка «Дракон»
«Драко́н» (лат. Betta splendens varr. „Dragon“) — одна из искусственно культивированных породных разновидностей, полученная при селекционном отборе и разведении дикой формы сиамских бойцовых рыбок (лат. Betta splendens).

## Этимология
Своё именование получили за особую форму кожного покрова в виде серебристо-металлических чешуек неправильной формы, отличающихся от формы и размеров иных представителей данного вида.

## Иные наименования
Драконовая бойцовая рыбка, петушок-дракон, бойцовая рыбка «Дракон».

## Описание
Бойцовая рыбка «Дракон» имеет более массивное тело и большое количество серебристо-металлического покрова на теле с различными цветовыми оттенками и контрастом; чешуя напоминает кольчугу; чаще всего — разновидности петушков плакатного типа и имеют очень контрастную окантовочную расцветку.

## Условия содержания

### Размножение
Размножение такое же как и у обычных лабиринтовых рыб — гурами, лялиусов, петушков и макроподов. При подборе пар обращают внимание на особенности цвета и размера бойцовых рыбок, дабы не нарушать статей породы.